# Édouard Coleman
Pour les articles homonymes, voir Coleman.
Édouard Coleman, né le 17 mai 1636 à Brent Eleigh dans le Suffolk et mort exécuté à Tyburn dans la banlieue de Londres le 3 décembre 1678 est un laïc catholique anglais.

## Biographie
Né dans une famille anglicane - son père est prêtre anglican - et dont plusieurs membres sont ou ont été députés au parlement, il reçoit une éducation poussée au Trinity College de Cambridge, où il obtint une maîtrise en 1659. Fréquentant par ailleurs la Peterhouse de Cambridge, dans des circonstances inconnues il choisit de se convertir au catholicisme romain au début des années 1660. Il se marie et entre en 1661 au service du roi Charles II d'Angleterre comme garde du corps. A la cour il est un ardent promoteur de la foi catholique. Il aurait été parmi de ceux qui aurait convaincu Jacques Stuart futur roi de se réconcilier avec l'Église catholique. Ce dernier en 1673 le choisit comme secrétaire particulier pour sa seconde épouse Marie de Modène, une italienne qui devient duchesse d'York.
Édouard Coleman est emporté par l'hostilité grandissante du parlement et du parti anti-catholique à la cour contre les catholiques.  Il suffira qu'un certain Titus Oates, en prétendant dénoncer une conjuration qui aurait été fomentée par les jésuites pour renverser le roi protestant Charles II d'Angleterre conduise à l'arrestation d'Édouard Coleman. Du fait de ses liens avec plusieurs jésuites dont La Chaise et des partis étrangers il est traduit en justice en 1678. Il nie tout implication dans quelconque conspiration contre le roi. Son procès lui donne l'occasion de défendre la liberté de conscience et son corollaire à savoir le droit d'être catholique en Angleterre. Refusant de dénoncer qui que ce soit comme conspirateur, il est condamné à mort et est pendu, traîné et équarri au gibet de Tyburn.

## Vénération
Reconnu comme un martyr catholique, il est béatifié en 15 décembre 1929 par le pape Pie XI. Vénéré par l'Église catholique il est fêté le 3 décembre et est compté dans la liste des Cent sept martyrs d'Angleterre et du pays de Galles.

## Voir également
- Haute trahison
- Martyrs de Douai
- Martyrologe romain
- Martyrs d'Angleterre et du pays de Galles
- Quatre-vingt-cinq martyrs d'Angleterre et de Galles
- Quarante martyrs d'Angleterre et de Galles
- Cinquante-quatre martyrs anglais